# Ратнасамбхава

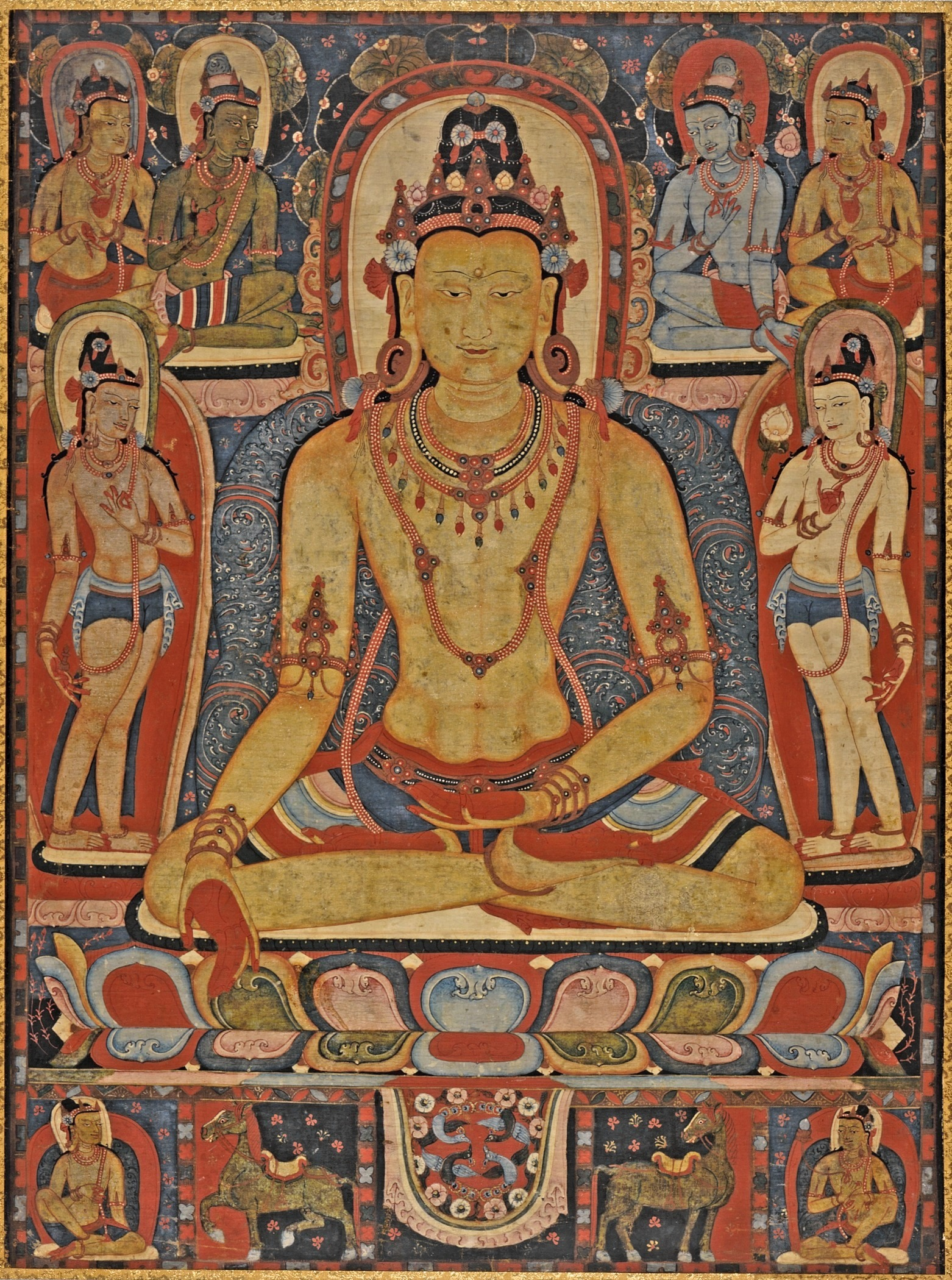
Ратнасамбхава

Ратнасамбхава — один из пяти Дхьяни-Будд в буддизме Ваджраяны, являющихся манифестацией первоначального Ади-будды.

Эти пять будд соответствуют пяти осознаваемым аспектам реальности и пяти скандхам.
Кожа жёлтого цвета. Изображается на юге. Соответствует парамите даяния. Ратнасамбхава ассоциируется со скандхой ведана (чистое ощущение).